# Портрет Елизаветы Гонзага
Портрет Елизаветы Гонзага (итал. Ritratto di Elisabetta Gonzaga) — картина, приписываемая Рафаэлю Санти. Написана около 1504 года. В настоящее время хранится в галерее Уффици.

## История картины
Портрет герцогини Урбинской Елизаветы Гонзага, вероятно, был частью герцогской коллекции произведений искусства и был перевезён во Флоренцию в 1635 году в составе приданого Виктории делла Ровере, дочери герцога Федерико Убальдо. Впервые достоверно упоминается в 1773 году, во время его переноса из Палаццо Питти в Уффици. В описи 1784 года портрет был отнесён к школе Джованни Беллини, а в 1825 году его автором был указан Андреа Мантенья.
Впервые предположение об авторстве Рафаэля выдвинул художественный критик Эмиль Дюран-Гревиль в 1905 году. В настоящее время данную атрибуцию поддерживает большинство искусствоведов, связывая портрет Елизаветы с другой работой Рафаэля — портретом её супруга Гвидобальдо да Монтефельтро, также входившим в приданое Виктории делла Ровере. Ныне оба портрета экспонируются рядом друг с другом в Уффици. Среди других возможных создателей рассматривались Франческо Франча, Джованни Франческо Карото, Франческо Бонсиньори и Альбрехт Дюрер. Датировка картины основывается на стилистических особенностях картины и возрасте герцогини, родившейся в 1471 году, соответствующем возрасту модели — чуть более тридцати лет.

## Описание
Композиция картины статична. Герцогиня в центре фронтально обращена к зрителю, взгляд её слегка рассеян. На ней чёрное платье с квадратным вырезом и золотой окантовкой, отделанное вставками в лоскутном орнаменте. Голову украшает фероньерка в виде скорпиона. Длинная цепь, переплетённая на груди, свободно свисает с плеч.   
Фоновый пейзаж напоминает работы Леонардо да Винчи, особенно отвесная скала справа, похожая на скалу с «Мадонны Террануова», написанной в тот же период.  